# Apanteles acrobasidis
Apanteles acrobasidis är en stekelart som beskrevs av Muesebeck 1921. Apanteles acrobasidis ingår i släktet Apanteles och familjen bracksteklar. Inga underarter finns listade i Catalogue of Life.